# Milan Jajčinović
Milan Jajčinović (Bobovac kraj Sunje, 30. srpnja 1955. - Zagreb, 10. studenoga 2017.), bio je hrvatski novinar, kolumnist Večernjega lista i politički publicist.

## Životopis
Milan Jajčinović rođen je u Bobovcu kraj Sunje, 1955. godine. Fakultet političkih znanosti završio je 1980. godine u Zagrebu, diplomiravši s temom Hrvatska lijeva inteligencija između Prvog i Drugog svjetskog rata. Novinarstvom počeo se baviti u Vjesniku 1982. godine a od 1985. do 1991. godine pisao je u političkome tjedniku Danas. Godine 1991. prešao je iz tjednika Danas u dnevne novine Večernji list i od tada je (s prijekidom od dvije godine, 1997. i 1998. godine, kada je bio na mjestu zamjenika glavnoga urednika Vjesnika) kolumnist Večernjega lista. Bio je jedan od urednika tjednika Hrvatskog obzora, lista koji je izlazio do 2000. godine.
Umro je u Zagrebu, nakon duge i teške bolesti, 10. studenoga 2017. godine.

## Djela
- Hrvatska između agresije i mira, AGM, Zagreb, 1994. (suautori: Zvonimir Baletić,  Josip Esterajher, Mladen Klemenčić, Anđelko Milardović, Gorazd Nikić i Fran Višnar)[4] (engl. izd. Croatia between aggression and peace, AGM, Zagreb, 1994., franc. izd. La Croatie entre l'agression et la paix, AGM, Zagreb, 1994.)
- Đavo i vodeničari: mit o "nebeskom narodu" i njegove posljedice, PAN LIBER, biblioteka "Politička publicistika", knjiga III, Osijek-Zagreb-Split, 1998.[5]
- Korifeji lažnih istina, AGM, Zagreb, 2012.
- Od Jugoslavije do Euroslavije: krivotvorine koje slove kao istine i istine koje slove kao krivotvorine, Večernji list, Zagreb, 2013.
- Politička šahovnica: izabrane novinske kolumne Milana Jajčinovića, priredio Zvonimir Despot, Despot infinitus - Večernji list, Zagreb, 2019.

## Vanjske poveznice
- (engl.) Croatia between aggression and peace  Arhivirana inačica izvorne stranice od 29. srpnja 2013. (Wayback Machine), knjiga na stranicama HIC
- Kolumne Milana Jajčinovića na stranicama Večernjega lista
- Antun Drndelić, Novinar Jajčinović i traži i nalazi istinu. O Jajčinovićevoj knjizi i pisanju, HKV, 2. studenoga 2012.